# Anglické povstání roku 1381
Anglické selské povstání (anglicky Peasants' Revolt), jinak také povstání Wata Tylera (Wat Tyler's Rebellion) nebo velké vzbouření (Great Rising), bylo velké povstání po rozsáhlých územích Anglie v roce 1381.

## Historie
V Anglii se v průběhu 14. století uvolnily feudální vztahy, robota byla nahrazována peněžní rentou. Svobodní sedláci zaměstnávali chudinu, na venkově se rozvinulo tkalcovství. Mor v roce 1348 však prudce snížil počet obyvatelstva (asi o 1/3). Nedostatek pracovních sil řešil král a parlament roku 1349 zákonem nařizujícím pracovní povinnost pro všechnu chudinu do šedesáti let (Nařízení o zemědělských dělnících), byla také stanovena maximální mzda. Šlechta se snažila obnovit nevolnictví.
Do měst byli zváni flanderští tkalci, kteří pracovali za nižší mzdu než domácí. Šířily se národnostní rozpory. V Londýně se měšťanstvo rozdělilo na gildu potravinářů, hájící vyšší ceny potravin a soukeníků, kteří byli pro nízké ceny potravin, protože to jim umožnilo držet nízké mzdy.
Eduard III. byl ke konci své vlády šílený, promrhal 3 miliony zlatých výkupného za francouzského krále Jana II., zajatého v bitvě u Poitiers, a roku 1377 zemřel. Jeho vnuk Richard II. byl ještě neplnoletý a vládli jeho příbuzní a rádci, hlavně Jan z Gentu, vévoda z Lancasteru. Žoldnéři se vrátili zpět do Anglie. Roku 1380 byla vypsána daň z hlavy poll-tax, poté co se ji výběrčí daní pokusil na konci května 1381 vybrat znovu a to v trojnásobné výši oproti roku 1377 nebo 1379, začali se rolníci bouřit a unikat do lesů. V červnu byl východ a jihovýchod země zachvácen vzpourou.
Povstání prý bylo připravováno Velkou společností (Great Society). Povstalci již předtím mezi sebou např. korespondovali. Je ale otázkou, zda organizovanost povstání nebyla po porážce jeho nepřáteli přeháněna.
Ideologickým vůdcem povstání byl John Ball, chudý kněz vyobcovaný z církve, který byl několikrát uvězněn arcibiskupem z Canterbury. Hlásal osvobození chudých od placení desátků a rovnost mezi lidmi. Charakteristická pro povstalce byla naivní víra v krále, který je prý dobrý, má však špatné rádce, od kterých musí být osvobozen.
Povstalci táhli proti sídlům šlechty, kde pálili doklady o nevolnických službách a dávkách. Vypracovali seznam výběrčích a rádců, kteří se v jejich očích provinili a ty popravovali. Jejich rodiny šetřili. Obávali se útoku z Francie a tak vyhlásili, aby s nimi netáhl nikdo, kdo nebydlí nad dvanáct mil od moře. Ti měli chránit zemi proti nepřátelům. Též prohlásili, že nechtějí jiného krále než Richarda.
Dobyli město Maidston, kde byl vězněn John Ball a žil zde Wat Tyler, další z vůdců povstání. Wat Tyler dokázal vést lidi a byl výmluvným řečníkem a schopným vyjednavačem. Asi sloužil jako voják ve Francii a rozuměl vojenské strategii. Dával udržovat přísnou kázeň, dával popravit každého povstalce, který byl přistižen při lupu. Povstalci ho ctili a přísahali, že budou uznávat jen platnost těch zákonů, které on vydá, stavěli ho na roveň králi. Ostatní vůdci povstalců plnili jeho příkazy a s ním se radili.
Po dobytí Maidstonu táhl Tyler proti městu Canterbury, kde sesadil arcibiskupa Sudburyho a odsoudil ho k smrti. Měl být zvolen nový arcibiskup – Ball. Arcibiskupský palác byl zničen. Selská vojska přitáhla 12. června k Londýnu. Osvobodila vězně z věznic Marshalsea a King’s Bench, většina jich přestoupila Nařízení o zemědělských dělnících. Londýnští řemeslníci se připravovali k otevření města. Starosta Walworth chystal obranu a vyslal vyslance varovat povstaleckou armádu, že město bude hájeno. 13. června Ball sloužil mši, vysvětloval verš: „Když Eva předla a Adam ryl, kdo tehdy vlastně pánem byl?“ a dokazoval, že nerovnost lidí není přirozená. Ke králi byl vyslán rukojmí s žádostí o rozhovor. Londýn byl obklíčen. Král vstoupil do své bárky a plul k Rotherhithe k povstaleckým vojskům, spolu se svými nenáviděnými ministry, aby s povstalci pojednal, ti žádali, ať přistane na břehu, ministři se ale báli o svůj život, a tak se král vrátil.
Povstalci se rozhodli vstoupit do Londýna, přitom vypálili nevěstince starosty Walwortha, plodný zdroj jeho příjmů. Povstalci slíbili za vše, co spotřebují v městě, zaplatit. Začaly popravy zrádců, byl vypálen Savojský palác, sídlo Jana z Gentu, toho času jednajícího ve Skotsku. Poklady byly hozeny do řeky. Vypáleny byly i věznice a Temple, sídlo právníků. Tower, kde se schovával král, byl obklíčen. Povstalci 13. června sepsali své požadavky (úplné zrušení nevolnictví, přeměna roboty v peněžní rentu 4 penny za pruh pole – tam, kde byla dosud renta menší 4 penny, měla být zachována, všeobecná amnestie a volný obchod pro všechny v celém království). 14. června se konala schůzka povstalců s králem v Mile Endu. Král jednal s Tylerem, přijal petici s požadavky a přijal je. Odevzdal svou vlajku povstaleckým vůdcům, aby bylo vidět, že jednají jeho jménem. Královští písaři začali připravovat listiny pro sedláky z jednotlivých vesnic a ti začali odcházet domů. Povolil povstalcům také postupovat proti všem, které považovali za zrádce. Oddíl jich vstoupil do Toweru a popravil tam arcibiskupa Sudbury a Halese. Král a dvůr se přesunuly do Královské zásobárny šatstva v Povoznické uličce, druhé největší pevnosti Londýna. Byly popraveni i další zrádci, někdy jen lidé někým udaní. Také došlo k masakru Vlámů, konkurentů londýnských tkalců a Lombardů, italských peněžníků.
Povstání se šířilo i na venkově. Král a jeho rádci neměli už téměř žádnou váhu a povstalci se ani nepokusili o zatčení královské rady. Ta však vymýšlela plán, jak se jich zbavit. Část měšťanů, nespokojená s popravami bohatých kupců a se ztrátou své moci v čele se starostou Walworthem, začala spolupracovat s králem. Ten vzkázal Watu Tylerovi, že mu král udělí slyšení na Smithfieldském poli, aby vyslechl jeho další požadavky. Tyler se oddělil od své armády a jednal s králem. Požadoval, aby soudci nesměli vyhlašovat lidi za psance, chtěl zrušit pravomoci pánů nad podanými, v Anglii měl být jen jeden biskup a statky církve rozděleny lidu po zajištění duchovenstva. Všichni lidé měli být svobodní a jednoho stavu. Král mu vyhověl. Poté, co se unavený Tyler napil, ho obklíčila královská družina a jedno páže ho obvinilo, že je největším lupičem z Kentu, Tyler se hájil, ale nakonec vytasil svou dýku. Toho využil Walworth a řekl, že zatkne každého, kdo vytasí zbraň před králem, pak těžce zranil Tylera.
Povstalci byli daleko od jednajících a tak nic přesně neviděli. Král vyjel kupředu a sdělil jim, že Tylera pasoval na rytíře, že vyhověl jejich požadavkům, a že je Tyler očekává na Svatojánských polích. Tyler se zatím dostal do špitálu, tam ho však dostihl Walworth, zabil ho a přinesl jim jeho hlavu na Svatojánská pole, kde je obklíčilo vojsko králových přívrženců, pak byli posláni domů.
Tlupy žoldnéřů prohledávaly Londýn, tucty povstalců byly bez soudu popraveny. John Ball byl dopaden v Coventry a 15. července popraven a rozčtvrcen. Král zrušil své sliby a jeho vojska za několik měsíců zbytky povstalců porazila. Celkem bylo popraveno „jen“ asi 1600 lidí, neboť při větších masakrech by hrozilo prohloubení nedostatku pracovních sil.